# Flat Rock (Comtat de Henderson)
Flat Rock és una població del Comtat de Henderson (Carolina del Nord) dels Estats Units d'Amèrica. Segons el cens dels Estats Units del 2000 tenia 2.565 habitants.

## Demografia
Segons el cens del 2000, Flat Rock tenia 2.565 habitants, 1.169 habitatges i 937 famílies. La densitat de població era de 126,3 habitants per km².
Dels 1.169 habitatges en un 15,3% hi vivien nens de menys de 18 anys, en un 76,5% hi vivien parelles casades, en un 1,8% dones solteres, i en un 19,8% no eren unitats familiars. En el 18% dels habitatges hi vivien persones soles el 10,9% de les quals corresponia a persones de 65 anys o més que vivien soles. El nombre mitjà de persones vivint en cada habitatge era de 2,19 i el nombre mitjà de persones que vivien en cada família era de 2,46.
Per edats la població es repartia de la següent manera: un 13,6% tenia menys de 18 anys, un 2,3% entre 18 i 24, un 13,4% entre 25 i 44, un 34,9% de 45 a 60 i un 35,8% 65 anys o més.
L'edat mediana era de 58 anys. Per cada 100 dones de 18 o més anys hi havia 95 homes.
La renda mediana per habitatge era de 67.813 $ i la renda mediana per família de 81.811 $. Els homes tenien una renda mediana de 55.263 $ mentre que les dones 34.375 $. La renda per capita de la població era de 42.222 $. Entorn del 0,3% de les famílies i l'1,5% de la població estaven per davall del llindar de pobresa.